# Estelle Youssouffa
Estelle Youssouffa, née le 31 juillet 1978 à Châtenay-Malabry (Hauts-de-Seine), est une journaliste, militante et femme politique française. Depuis 2022, elle est députée de la première circonscription de Mayotte.

## Situation personnelle
Estelle Youssouffa est née le 31 juillet 1978 à Châtenay-Malabry (Hauts-de-Seine) d’un père militaire d’origine comorienne et mahoraise et d’une mère métropolitaine infirmière. Elle est scolarisée à Mayotte jusqu’à son baccalauréat qu'elle obtient au lycée de Mamoudzou[source insuffisante].
Elle intègre ensuite l'Institut universitaire de technologie de Tours, où elle est formée au métier de journaliste, puis poursuit ses études à l'Université du Québec à Montréal en sciences politiques[réf. nécessaire].
Elle devient journaliste et animatrice de télévision, travaillant pour LCI, TV5 Monde, Al Jazeera English, BFM TV ou encore iTélé[source insuffisante].
Plus tard, elle intervient comme chargé d'enseignement auprès de l'Institut pratique du journalisme de l'université Paris-Dauphine et comme chercheuse  à l'Université du Québec à Montréal en « questions militaires et Stratégiques »[réf. nécessaire].

## Débuts en politique

### Collectif des citoyens de Mayotte
En 2019, elle se fait connaître à l'occasion du mouvement social mahorais, en prenant la tête d'une des branches du Collectif des citoyens de Mayotte, un collectif contre l'insécurité liée à l'immigration comorienne et à la poursuite de la départementalisation. Constitué en association loi 1901, elle en devient la présidente,.
Dans une interview donnée en 2018, elle revendique un durcissement dans les relations franco-comoriennes, dénonce une « colonisation » de l'île par les Comores, qui revendiquent Mayotte depuis 1975 ; un engagement plus important de l'État français sur l'île tant dans les investissements que dans les politiques nationales. Ces éléments d'argumentation sont régulièrement repris, comme dans une lettre ouverte au Premier ministre Jean Castex datée de février 2021 ou dans la presse quotidienne française,.

### Perturbation d'un discours présidentiel
En 2019, à l'occasion d'une visite du président Emmanuel Macron à Mayotte, elle et son frère Christophe sont interpellés par les forces de l’ordre et poursuivis pour actes de rébellion après avoir perturbé un discours présidentiel. Ils sont finalement relaxés le 15 septembre 2021.

## Députée de Mayotte

### Élections législatives de 2022
Elle annonce en septembre 2021 vouloir se présenter aux élections législatives françaises de 2022 dans la première circonscription de Mayotte contre la députée sortante du groupe LREM Ramlati Ali,. Elle se présente « sans étiquette » en mettant en avant un programme essentiellement axé sur la lutte contre l'immigration comorienne, le refus de la coopération avec les Comores et le développement des infrastructures de l'île.
Durant la campagne, elle se présente comme une « mercenaire au service de Mayotte », se proclamant héritière des sorodas. Elle est surnommée « députée poutou mgowa » (« piment oiseau ») par TVMafoubouni (club humoristique populaire de Bandraboua), lequel surnom est resté.
En ballotage contre Théophane Narayanin au second tour de cette élection, elle remporte le scrutin avec 66,6 % des voix exprimées, contre 33,4 % (malgré 50,5 % d'abstention), où elle arrive en tête dans six des sept communes de la circonscription.

### Activités à l'Assemblée nationale
Le 22 juin 2022, elle rejoint Olivier Serva et d'autres députés ultramarins pour tenter de constituer un groupe parlementaire « Ultramarins, territoires, insularités, liberté, égalité et solidarités » à l'Assemblée nationale,. Toutefois, n'étant pas assez nombreux, ils rejoignent le groupe Libertés, indépendants, outre-mer et territoires (LIOT), pour lequel elle siège à la commission des Affaires étrangères. De même, avec six autres députés, elle est nommée vice-présidente de la délégation aux outre-mer de l'Assemblée nationale.

### Élections législatives de 2024
Dans le cadre des élections législatives anticipées de 2024, Estelle Youssouffa est candidate à sa réélection dans la 1re circonscription de Mayotte, étant classée divers droite. Elle l'emporte dès le premier tour avec 79,48 % des voix et est ainsi la députée la mieux élue de France,.
Elle siège de nouveau dans le groupe LIOT.

## Prises de position
En 2019, dans une entrevue accordée au journal Libération, elle appelle à ce que la France « envoie aux Comores des fusiliers-commandos pour dynamiter les usines qui fabriquent les Kwassa kwassa » utilisés par des Comoriens pour rallier illégalement les côtes de l’île.
En avril 2023, elle soutient activement l'Opération Wuambushu menée par le ministre de l'Intérieur Gérald Darmanin qui viserait à « rétablir l'ordre républicain » sur l'île, se traduisant par l'expulsion de ressortissants comoriens et des destructions de bidonvilles.
Ses positions sont critiquées pour être soutenues par le parti d'extrême droite Rassemblement national mais auquel elle se défend d'être rattachée.
Elle défend l'initiative du gouvernement français en faveur de nouvelles mesures d'exception à Mayotte : suspension du droit du sol et une politique discriminatoire à l'encontre des Comoriens présents sur l'île. Au micro de la chaîne CNews, en février 2024, elle critique les instituteurs de l'île, soit « victimes des bourreaux qu’ils ont naïvement contribué à protéger », soit « qui vien[nen]t se faire de l’humanitaire à coup de primes à Mayotte plutôt que d’aller le faire en Afrique ».
Le 4 janvier 2025, à la suite du passage du cyclone Chido, elle envoie un courrier au Premier ministre, également rendu public sur son site internet, dans lequel elle demande l'application de « mesures dérogatoires immédiates d’une durée de 5 ans », dont la suspension de la scolarisation obligatoire pour les élèves étrangers.